# La Sentinelle
Sentinelle – miejscowość i gmina we Francji, w regionie Hauts-de-France, w departamencie Nord.
Według danych na rok 1990 gminę zamieszkiwało 3588 osób, a gęstość zaludnienia wynosiła 922 osób/km² (wśród 1549 gmin regionu Nord-Pas-de-Calais Sentinelle plasuje się na 245. miejscu pod względem liczby ludności, natomiast pod względem powierzchni na miejscu 772.).